# Massanutten Mountain Trails 100 Mile Run
La Massanutten Mountain Trails 100 Mile Run, ou MMT 100, est un ultra-trail de 100 milles organisé chaque année en Virginie, aux États-Unis. Il se dispute en mai sur un parcours en boucle dont le départ et l'arrivée sont situés dans la Fort Valley, dans le comté de Shenandoah. La première édition a eu lieu en 1995.

## Palmarès
| Édition | Date           | Hommes                                                  | Hommes                                                  | Hommes                                                  | Femmes                                                  | Femmes                                                  | Femmes                                                  |
| ------- | -------------- | ------------------------------------------------------- | ------------------------------------------------------- | ------------------------------------------------------- | ------------------------------------------------------- | ------------------------------------------------------- | ------------------------------------------------------- |
|         |                | Rang                                                    | Athlète                                                 | Temps                                                   | Rang                                                    | Athlète                                                 | Temps                                                   |
| 1re     | 13-14 mai 1995 | 1er                                                     | John Geesler                                            | 23 h 08 min 22 s                                        | 14e                                                     | Kimberly Goosen                                         | 29 h 50 min 50 s                                        |
| 2e      | 4-5 mai 1996   | 1er                                                     | Mike Morton                                             | 20 h 21 min 00 s                                        | 30e                                                     | Kazuko Kaihata Jill Julin                               | 33 h 41 min 00 s                                        |
| 3e      | 17-18 mai 1997 | 1er                                                     | Courtney Campbell                                       | 18 h 21 min 00 s                                        | 13e                                                     | Sue Johnston                                            | 27 h 43 min 00 s                                        |
| 4e      | 9-10 mai 1998  | 1er                                                     | Eric Clifton                                            | 23 h 03 min 37 s                                        | 3e                                                      | Sue Johnston — 2e victoire                              | 25 h 32 min 54 s                                        |
| 5e      | 8-9 mai 1999   | 1er                                                     | Ian Torrence                                            | 19 h 16 min 27 s                                        | 11e                                                     | Debbie Berner                                           | 25 h 48 min 14 s                                        |
| 6e      | 13-14 mai 2000 | 1er                                                     | Ian Torrence — 2e victoire                              | 20 h 14 min 23 s                                        | 6e                                                      | Sue Johnston — 3e victoire                              | 26 h 12 min 40 s                                        |
| 7e      | 12-13 mai 2001 | 1er                                                     | Courtney Campbell — 2e victoire                         | 19 h 58 min 19 s                                        | 6e                                                      | Janice Anderson                                         | 26 h 12 min 11 s                                        |
| 8e      | 11-12 mai 2002 | 1er                                                     | Tim Lee                                                 | 23 h 40 min 56 s                                        | 18e                                                     | Courtney Fenstermacher                                  | 28 h 17 min 30 s                                        |
| 9e      | 10-11 mai 2003 | 1er                                                     | Tom Nielsen                                             | 21 h 55 min 30 s                                        | 5e                                                      | Bethany Hunter                                          | 24 h 40 min 20 s                                        |
| 10e     | 8-9 mai 2004   | 1er                                                     | Sean Andrish                                            | 20 h 49 min 00 s                                        | 11e                                                     | Annette Bednosky                                        | 25 h 14 min 54 s                                        |
| 11e     | 7-8 mai 2005   | 1er                                                     | Matthew Estes                                           | 18 h 12 min 59 s                                        | 6e                                                      | Sue Johnston — 4e victoire                              | 22 h 38 min 29 s                                        |
| 12e     | 13-14 mai 2006 | 1er                                                     | Sim Jae Duk                                             | 17 h 40 min 45 s                                        | 11e                                                     | Sue Johnston — 5e victoire                              | 23 h 14 min 43 s                                        |
| 13e     | 19-20 mai 2007 | 1er                                                     | Karl Meltzer                                            | 20 h 11 min 09 s                                        | 20e                                                     | Marti Kovener                                           | 28 h 18 min 57 s                                        |
| 14e     | 17-18 mai 2008 | 1er                                                     | Todd Walker                                             | 20 h 58 min 53 s                                        | 10e                                                     | Amy Sproston                                            | 26 h 08 min 57 s                                        |
| 15e     | 16-17 mai 2009 | 1er                                                     | Karl Meltzer — 2e victoire                              | 18 h 29 min 57 s                                        | 10e                                                     | Amy Sproston — 2e victoire                              | 24 h 59 min 55 s                                        |
| 16e     | 15-16 mai 2010 | 1er                                                     | Dan Barger                                              | 20 h 25 min 48 s                                        | 13e                                                     | Sheryl Wheeler                                          | 24 h 54 min 45 s                                        |
| 17e     | 14-15 mai 2011 | 1er                                                     | Karl Meltzer — 3e victoire                              | 18 h 18 min 28 s                                        | 6e                                                      | Eva Pastalkova                                          | 22 h 30 min 43 s                                        |
| 18e     | 12-13 mai 2012 | 1er                                                     | Jason Lantz                                             | 19 h 33 min 18 s                                        | 6e                                                      | Eva Pastalkova — 2e victoire                            | 22 h 01 min 54 s                                        |
| 19e     | 18-19 mai 2013 | 1er                                                     | James Blandford                                         | 18 h 30 min 53 s                                        | 21e                                                     | Robin Watkins                                           | 25 h 30 min 18 s                                        |
| 20e     | 17-18 mai 2014 | 1er                                                     | Karl Meltzer — 4e victoire                              | 18 h 40 min 23 s                                        | 7e                                                      | Angela Shartel                                          | 21 h 24 min 30 s                                        |
| 21e     | 16-17 mai 2015 | 1er                                                     | Brian Rusiecki                                          | 19 h 36 min 25 s                                        | 7e                                                      | Kathleen Cusick                                         | 24 h 31 min 06 s                                        |
| 22e     | 14-15 mai 2016 | 1er                                                     | Brian Rusiecki — 2e victoire                            | 19 h 15 min 14 s                                        | 11e                                                     | Kathleen Cusick — 2e victoire                           | 23 h 30 min 13 s                                        |
| 23e     | 6-7 mai 2017   | 1er                                                     | Bradley Revenis                                         | 18 h 50 min 25 s                                        | 20e                                                     | Kathleen Cusick — 3e victoire                           | 24 h 22 min 09 s                                        |
| 24e     | 19-20 mai 2018 | 1er                                                     | Matthew Thompson                                        | 19 h 07 min 59 s                                        | 13e                                                     | Kathleen Cusick — 4e victoire                           | 24 h 27 min 24 s                                        |
| 25e     | 18-19 mai 2019 | 1er                                                     | Eddie Pantoja                                           | 21 h 02 min 23 s                                        | 9e                                                      | Sheila Vibert                                           | 24 h 08 min 14 s                                        |
|         | 17-18 mai 2020 | Édition annulée en raison de la pandémie de coronavirus | Édition annulée en raison de la pandémie de coronavirus | Édition annulée en raison de la pandémie de coronavirus | Édition annulée en raison de la pandémie de coronavirus | Édition annulée en raison de la pandémie de coronavirus | Édition annulée en raison de la pandémie de coronavirus |
|         | 15-16 mai 2021 | Édition annulée en raison de la pandémie de coronavirus | Édition annulée en raison de la pandémie de coronavirus | Édition annulée en raison de la pandémie de coronavirus | Édition annulée en raison de la pandémie de coronavirus | Édition annulée en raison de la pandémie de coronavirus | Édition annulée en raison de la pandémie de coronavirus |
| 26e     | 14-15 mai 2022 | 1er                                                     | Paul Jacobs                                             | 17 h 47 min 15 s                                        | 16e                                                     | Rhoda Smoker                                            | 25 h 35 min 17 s                                        |
| 27e     | 20-21 mai 2023 | 1er                                                     | Hunter Shuler                                           | 18 h 04 min 57 s                                        | 11e                                                     | Rachel Corrigan                                         | 23 h 50 min 48 s                                        |